# سيدي موسى (إقليم قلعة السراغنة)
سيدي موسى (بالإنجليزية: SIDI MOUSSA)‏ هي جماعة قروية تابعة لإقليم قلعة السراغنة ضمن جهة مراكش تانسيفت الحوز بالمغرب. بلغ مجموع عدد سكان  سيدي موسى حسب إحصاءات 2004 حوالي 9260 نسمة يعيشون في 1314 أسرة.

## إحصاء عام
| السنة | عدد السكان | عدد الأسر | عدد الأجانب |
| ----- | ---------- | --------- | ----------- |
| 1994  | 6925       | 946       | °°°°        |
| 2004  | 9260       | 1314      | 0           |